# Primzahlzwilling

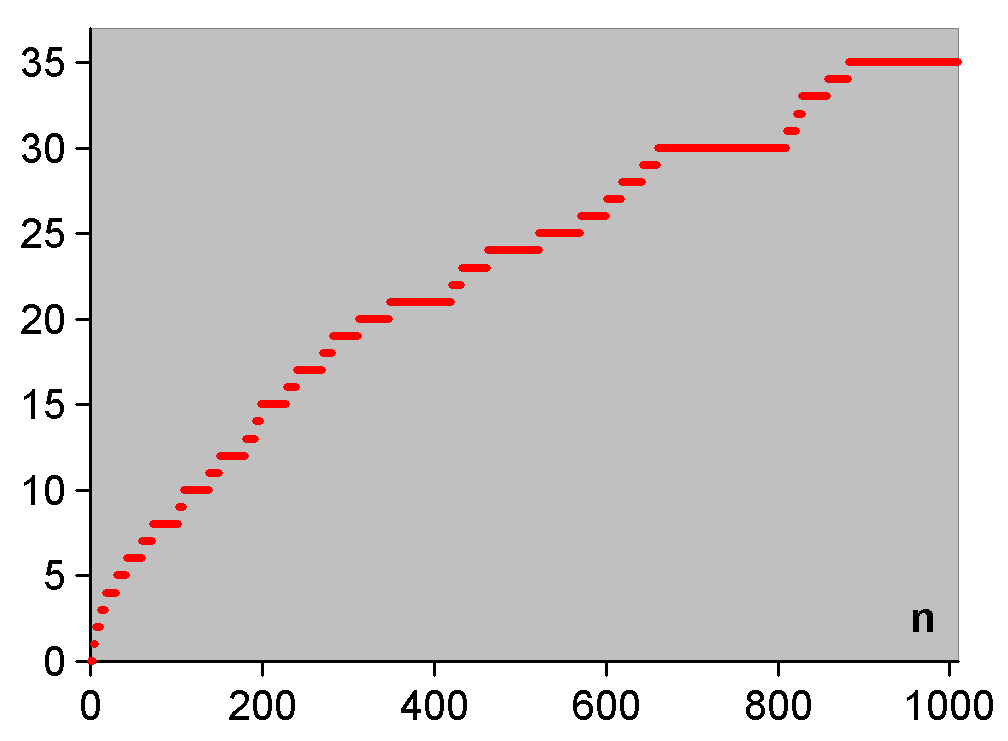
Anzahl der Primzahl-Zwillingspaare kleiner gleich n

Ein Primzahlzwilling (englisch twin prime) ist ein Paar aus Primzahlen, deren Abstand 2 ist. Die kleinsten Primzahlzwillinge sind (3, 5), (5, 7) und (11, 13).

## Geschichte
Der Begriff Primzahlzwilling wurde erstmals von Paul Stäckel (1862–1919) benutzt.

## Definition
Primzahlzwilling nennt man jedes Paar {\displaystyle (p_{1},\,p_{2})} aus Primzahlen {\displaystyle p_{1}} und {\displaystyle p_{2}} mit der Differenz {\displaystyle p_{2}-p_{1}=2}.

## Eigenschaften

Grafische Darstellung:
Y-Achse = n
X-Achse = Teiler von 6n-1 ODER 6n+1
Punkt = 6n-1 ODER 6n+1 sind teilbar
Parallele = Primzahl-Zwilling

Wie der Satz von Clement zeigt, lassen sich Primzahlzwillinge – ähnlich wie die Primzahlen wegen des mit dem Clement'schen Satz verwandten Satzes von Wilson – durch eine einzige zahlentheoretische Kongruenz charakterisieren.  
Zudem liegt, vom Primzahlzwilling {\displaystyle (3,5)} abgesehen, für jeden Primzahlzwilling zwischen den beiden beteiligten Primzahlen immer eine durch 6 teilbare Zahl.
Jede ganze Zahl lässt sich nämlich in der Form {\displaystyle 6n-2}, {\displaystyle 6n-1}, {\displaystyle 6n}, {\displaystyle 6n+1}, {\displaystyle 6n+2} oder {\displaystyle 6n+3} darstellen, wobei {\displaystyle n} eine ganze Zahl ist. Zahlen der Form {\displaystyle 6n-2}, {\displaystyle 6n} und {\displaystyle 6n+2} sind durch 2 teilbar und können deswegen mit Ausnahme der Zwei keine Primzahlen sein. Zahlen der Form {\displaystyle 6n+3} oder {\displaystyle 6n} sind durch 3 teilbar und können deswegen mit Ausnahme der Drei auch keine Primzahlen sein. Somit haben alle Primzahlen größer 3 die Form {\displaystyle 6n-1} oder {\displaystyle 6n+1}. Daraus folgt, dass jeder Primzahlzwilling mit Ausnahme von {\displaystyle (3,5)} die Darstellung {\displaystyle (6n-1,6n+1)} hat.
| n  | 6n-1 | 6n+1 |
| -- | ---- | ---- |
| 1  | 5    | 7    |
| 2  | 11   | 13   |
| 3  | 17   | 19   |
| 5  | 29   | 31   |
| 7  | 41   | 43   |
| 10 | 59   | 61   |
| 12 | 71   | 73   |
| 17 | 101  | 103  |
| 18 | 107  | 109  |
| 23 | 137  | 139  |
| 25 | 149  | 151  |
| 30 | 179  | 181  |

| n  | 6n-1 | 6n+1 |
| -- | ---- | ---- |
| 32 | 191  | 193  |
| 33 | 197  | 199  |
| 38 | 227  | 229  |
| 40 | 239  | 241  |
| 45 | 269  | 271  |
| 47 | 281  | 283  |
| 52 | 311  | 313  |
| 58 | 347  | 349  |
| 70 | 419  | 421  |
| 72 | 431  | 433  |
| 77 | 461  | 463  |
| 87 | 521  | 523  |

| n   | 6n-1 | 6n+1 |
| --- | ---- | ---- |
| 95  | 569  | 571  |
| 100 | 599  | 601  |
| 103 | 617  | 619  |
| 107 | 641  | 643  |
| 110 | 659  | 661  |
| 135 | 809  | 811  |
| 137 | 821  | 823  |
| 138 | 827  | 829  |
| 143 | 857  | 859  |
| 147 | 881  | 883  |
| 170 | 1019 | 1021 |
| 172 | 1031 | 1033 |

| n   | 6n-1 | 6n+1 |
| --- | ---- | ---- |
| 175 | 1049 | 1051 |
| 177 | 1061 | 1063 |
| 182 | 1091 | 1093 |
| 192 | 1151 | 1153 |
| 205 | 1229 | 1231 |
| 213 | 1277 | 1279 |
| 215 | 1289 | 1291 |
| 217 | 1301 | 1303 |
| 220 | 1319 | 1321 |
| 238 | 1427 | 1429 |
| 242 | 1451 | 1453 |
| 247 | 1481 | 1483 |

| n   | 6n-1 | 6n+1 |
| --- | ---- | ---- |
| 248 | 1487 | 1489 |
| 268 | 1607 | 1609 |
| 270 | 1619 | 1621 |
| 278 | 1667 | 1669 |
| 283 | 1697 | 1699 |
| 287 | 1721 | 1723 |
| 298 | 1787 | 1789 |
| 312 | 1871 | 1873 |
| 313 | 1877 | 1879 |
| 322 | 1931 | 1933 |
| 325 | 1949 | 1951 |
| 333 | 1997 | 1999 |

| n   | 6n-1 | 6n+1 |
| --- | ---- | ---- |
| 338 | 2027 | 2029 |
| 347 | 2081 | 2083 |
| 348 | 2087 | 2089 |
| 352 | 2111 | 2113 |
| 355 | 2129 | 2131 |
| 357 | 2141 | 2143 |
| 373 | 2237 | 2239 |
| 378 | 2267 | 2269 |
| 385 | 2309 | 2311 |
| 390 | 2339 | 2341 |
| 397 | 2381 | 2383 |
| 425 | 2549 | 2551 |

| n   | 6n-1 | 6n+1 |
| --- | ---- | ---- |
| 432 | 2591 | 2593 |
| 443 | 2657 | 2659 |
| 448 | 2687 | 2689 |
| 452 | 2711 | 2713 |
| 455 | 2729 | 2731 |
| 465 | 2789 | 2791 |
| 467 | 2801 | 2803 |
| 495 | 2969 | 2971 |
| 500 | 2999 | 3001 |
| 520 | 3119 | 3121 |
| 528 | 3167 | 3169 |
| 542 | 3251 | 3253 |

(Folge A001097 in OEIS), (Folge A077800 in OEIS) und Matheass 9.0
Mit Ausnahme von n=1 ist die letzte Ziffer eines n eine 0, 2, 3, 5, 7 oder eine 8, da im anderen Fall eine der beiden Zahlen 6n-1 bzw. 6n+1 durch 5 teilbar und damit keine Primzahl wäre.
Mit einer ganzen Zahl n lässt sich jede ungerade Zahl in der Form 30n+1, 30n+3, 30n+5, 30n+7, …, 30n+25, 30n+27, 30n+29 (letztere auch als 30n-1) darstellen. Primzahlen (außer 3 und 5) sind aber nie von einer der 7 Formen 30n+3, 30n+5, 30n+9, 30n+15, 30n+21, 30n+25 und 30n+27, da Zahlen dieser 7 Formen stets durch 3 oder durch 5 teilbar sind.
Daher hat jedes Primzahlzwillingspaar (außer (3, 5) und (5, 7)) mit einer ganzen Zahl n genau eine der drei Formen
(30n-1, 30n+1), (30n+11, 30n+13), (30n+17, 30n+19)
bzw. die letztere Darstellung, um die Symmetrie zu (30n+11, 30n+13) zu verdeutlichen, alternativ geschrieben als (30n-13, 30n-11).

## Sonstiges
Das kleinste Paar von Primzahlzwillingen ist {\displaystyle (3,5)}; die Primzahlen {\displaystyle 2} und {\displaystyle 3} mit dem Abstand {\displaystyle 1} sind gemäß Definition kein Paar von Primzahlzwillingen.
Die Zahl {\displaystyle 5} ist die einzige Zahl, die in zwei verschiedenen Primzahlzwillingen vorkommt: {\displaystyle (3,5)} und {\displaystyle (5,7)}.
Das größte derzeit (Stand: 19. September 2016) bekannte Paar von Primzahlzwillingen ist
{\displaystyle 2.996.863.034.895\cdot 2^{1.290.000}\pm 1}
das sind Zahlen mit {\displaystyle 388.342} Ziffern. Die neuen Rekordzahlen haben damit fast doppelt so viele Ziffern wie die Zahlen des bisherigen Rekords aus dem Jahr 2011. Das Zahlenpaar wurde von dem Volunteer-Computing-Projekt PrimeGrid gefunden.
Zwei Primzahlzwillinge mit dem Abstand von vier, also Folgen der Form {\displaystyle (p,p+2,p+6,p+8),} nennt man Primzahlvierlinge.

## Offene Fragestellung

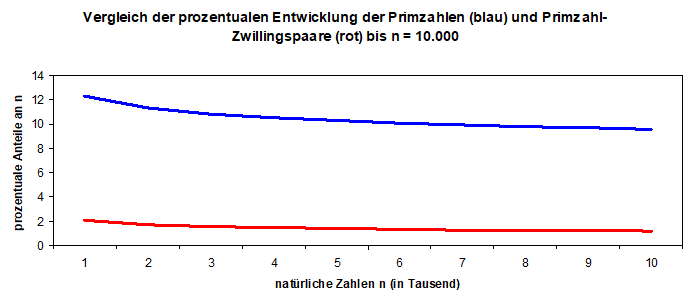
Vergleich der prozentualen Entwicklung der Primzahlen (blau) und Primzahl-Zwillingspaare (rot) bis n = 10.000

Je größere Zahlen man betrachtet, desto weniger Primzahlen findet man dort. Obwohl unendlich viele Primzahlen existieren, ist es ungewiss, ob es unendlich viele Primzahlzwillinge gibt. Die Primzahlzwillingsvermutung (englisch twin prime conjecture) besagt, dass es unendlich viele Primzahlzwillinge gibt. Sie ist eine der großen offenen Fragen der Zahlentheorie.
Sowohl die prozentualen Anteile der Primzahlen als auch – auf niedrigerem Niveau –  die der Primzahl-Zwillingspaare an den natürlichen Zahlen n fallen bis zur Berechnungsgrenze n = 100.000 streng monoton, aber relativ langsam (siehe Grafik rechts). Somit deutet nichts darauf hin, dass die Primzahl-Zwillingspaare sich hinsichtlich der Unendlichkeitsvermutung signifikant anders entwickeln als die Primzahlen, deren Anzahl ja bewiesenermaßen unendlich ist. Zwar sprechen demnach die beiden Entwicklungen eher für die Existenz unendlich vieler Primzahl-Zwillingspaare als dagegen, beweisen diese jedoch nicht.
Während die Summe der Kehrwerte der Primzahlen divergent ist (Leonhard Euler), hat Viggo Brun im Jahr 1919 bewiesen, dass die Summe der Kehrwerte der Primzahlzwillinge konvergiert. Daraus kann man weder schließen, dass es endlich, noch, dass es unendlich viele Primzahlzwillinge gibt. Der Grenzwert der Summe wird Brunsche Konstante genannt und beträgt nach der neuesten Schätzung von 2002 etwa 1,902160583104.
G. H. Hardy und J. E. Littlewood stellten 1923 eine Vermutung über die asymptotische Dichte der Primzahlzwillinge auf (und der von anderen Primzahlkonstellationen), bekannt als Erste Hardy-Littlewood-Vermutung (englisch First Hardy–Littlewood conjecture) bzw. als Spezialfall derselben für Primzahlzwillinge. Danach ist die Anzahl der Primzahlzwillinge kleiner als {\displaystyle x} asymptotisch durch die Formel
{\displaystyle 2\,C_{2}\int _{2}^{x}\!{\frac {\mathrm {d} t}{(\log t)^{2}}}}
mit der Primzahlzwillingskonstanten (Folge A005597 in OEIS)
{\displaystyle C_{2}=\prod _{p>2 \atop p\;{\text{prim}}}\left(1-{\frac {1}{(p-1)^{2}}}\right)=0{,}660161815846869573927812110014\dots }
gegeben. Da die Primzahlen nach dem Primzahlsatz asymptotisch eine Dichte {\displaystyle {\tfrac {1}{\log t}}} besitzen, ist die Vermutung durchaus plausibel, und auch numerisch lässt sich die asymptotische Form gut bestätigen. Sie ist aber wie die Primzahlzwillingsvermutung unbewiesen. Da aus der Vermutung von Hardy und Littlewood die Primzahlzwillingsvermutung folgt, heißt sie auch starke Primzahlzwillingsvermutung.
Nachdem Paul Erdős 1940 gezeigt hatte, dass eine positive Konstante {\displaystyle c<1} existiert, so dass für unendlich viele Paare aufeinanderfolgender Primzahlen {\displaystyle p}, {\displaystyle p'} die Ungleichung {\displaystyle p'-p<c\log(p)} gilt, bemühte man sich, immer kleinere Werte für {\displaystyle c} zu finden. Die Mathematiker Dan Goldston und Cem Yıldırım veröffentlichten 2003 einen Beweis, mit dem sie behaupteten, bewiesen zu haben, dass {\displaystyle c} beliebig klein gewählt werden kann, womit es in der unendlichen Folge der Primzahlen immer wieder kleine Abstände zwischen zwei aufeinanderfolgenden Primzahlen gäbe. Andrew Granville fand noch im selben Jahr einen Fehler in dem 25-seitigen Beweis. Im Februar 2005 konnten Goldston, Yıldırım und Pintz eine Korrektur vorlegen und verwendeten darin das nach ihnen benannte GPY-Sieb. Diese wurde von den damaligen Fehlerfindern überprüft und als korrekt gewertet. Der neu vorgelegte Beweis verspricht nach Ansicht einiger Zahlentheoretiker, ein wichtiger Schritt zu einem Beweis der Primzahlzwillingsvermutung zu sein.
Eine Verallgemeinerung der Primzahlzwillingsvermutung ist die Vermutung von Polignac (Alphonse de Polignac, 1849): für jede gerade Zahl {\displaystyle n} gibt es unendlich viele benachbarte Primzahlen mit Abstand {\displaystyle n}. Die Vermutung ist offen. Über die Dichte der Primzahlabstände {\displaystyle n} gibt es analog zum Fall {\displaystyle n=2} eine Vermutung von Hardy und Littlewood.
Yitang Zhang (University of New Hampshire) bewies im Mai 2013, dass es unendlich viele Primzahlpaare gibt, deren Abstand voneinander maximal 70.000.000 ist. Seine Arbeit wurde im Mai 2013 in der Zeitschrift Annals of Mathematics veröffentlicht. Auf diesem Ansatz basierend konnte die Zahl von 70.000.000 inzwischen auf nur 246 herabgesetzt werden. Ein weiteres Reduzieren dieser Zahl bis auf 2 würde die Primzahlzwillings-Vermutung zwar beweisen; Experten halten dies mit dem von Zhang entdeckten Ansatz aber für unmöglich. Schärfere Resultate als Zhang konnte im November 2013 James Maynard (damals Post-Doktorand an der University of Montreal) erzielen, der die Grenze mit einer alternativen Beweismethode auf 600 drückte. Er dehnte die Resultate auch auf höhere {\displaystyle k}-Tupel von Primzahlen aus und fand auch hier die Existenz unendlich vieler Cluster von Primzahlen mit oberen Schranken für den Abstand.
Es gibt auch verwandte Fragestellungen in Funktionenkörpern. Die Primzahlzwillingsvermutung für Funktionenkörper wurde 2022 von Will Sawin und Mark Shusterman bewiesen.

## Isolierte Primzahl
Eine isolierte Primzahl (vom englischen isolated prime, single prime oder non-twin prime) ist eine Primzahl {\displaystyle p\in \mathbb {P} }, für welche gilt:
Weder {\displaystyle p-2} noch {\displaystyle p+2} ist eine Primzahl.
Mit anderen Worten: {\displaystyle p} ist kein Teil eines Primzahlzwillings.

### Beispiele
- Die Zahl {\displaystyle p=23} ist eine isolierte Primzahl, weil {\displaystyle p-2=21=3\cdot 7} und {\displaystyle p+2=25=5\cdot 5} keine Primzahlen sind.
- Die kleinsten isolierten Primzahlen sind die folgenden:

2, 23, 37, 47, 53, 67, 79, 83, 89, 97, 113, 127, 131, 157, 163, 167, 173, 211, 223, 233, 251, 257, 263, 277, 293, 307, 317, 331, 337, 353, 359, 367, 373, 379, 383, 389, 397, 401, 409, 439, 443, 449, 457, 467, 479, 487, 491, 499, 503, 509, 541, 547, 557, 563 … (Folge A007510 in OEIS)

### Eigenschaften
- Fast alle Primzahlen sind isolierte Primzahlen.[19] (dabei ist fast alle im zahlentheoretischen Sinn gemeint)
- Es gibt unendlich viele isolierte Primzahlen (folgt aus obiger Eigenschaft).

## Verallgemeinerungen
Eine Verallgemeinerung von Primzahlzwillingen stellen Primzahltupel dar.

## Entdeckung eines Prozessorfehlers
Der amerikanische Mathematiker Thomas R. Nicely setzte ab März 1995 PCs mit dem Pentium-Prozessor der amerikanischen Firma Intel ein und verglich die Ergebnisse mit PCs älterer Bauart. Er entdeckte dabei eine Diskrepanz bei der Berechnung der Summe über reziproken Primzahlzwillingen. Der Pentium verrechnete sich bei den Kehrwerten des Primzahlpaars (824 633 702 441, 824 633 702 443). Ein Fehler in der Gleitkommaeinheit des Prozessors, der Pentium-FDIV-Bug, führte zu gelegentlich auftretenden (aber reproduzierbaren) Ungenauigkeiten. Die relative Größe des seltenen Fehlers betrug deutlich weniger als ein Promille, da stets mindestens die ersten 12 Bit korrekt waren. Der Schaden für die Umtauschaktion soll etwa 470 Millionen Dollar betragen haben.